# José Perdomo
José Batlle Perdomo Teixeira (født 5. januar 1965 i Salto, Uruguay) er en uruguayansk tidligere fodboldspiller (central midtbane).
Perdomo spillede gennem sin karriere 27 kampe og scorede to mål for Uruguays landshold. Han debuterede for holdet 19. juni 1987 i en venskabskamp mod Ecuador. Han var en del af den uruguayanske trup til VM 1990 i Italien, og spillede alle landets fire kampe i turneringen, hvor holdet blev slået ud i 1/8-finalen. Han var også med til at vinde Copa América med holdet i 1987.
På klubplan spillede Perdomo blandt andet for Peñarol og Montevideo Wanderers i hjemlandet, for Genoa i Italien, samt for engelske Coventry City.